# Sacha Dunable
Sacha Dunable (geboren 27. März 1981 in den USA) ist ein amerikanischer Gitarrist, Sänger, Gitarrenbauer und -techniker. Er lebt und arbeitet in Los Angeles.

## Werdegang
Seine Musikerkarriere begann Dunable Ende der 1990er-Jahre als Gitarrist der Band Anubis Rising. Breitere Popularität erlangte er in der zweiten Hälfte der 2000er-Jahre mit der Progressive- und Post-Metal-Band Intronaut. In den darauffolgenden Jahren beteiligte er sich an der Gründung diversen Musikgruppen. Darunter die Psychedelic- und Progressive-Rock-Band Graviton sowie die Funeral-Doom-Band Bereft. Weiter trat er als Gastmusiker für Gruppen wie Sons Of Aeon und The Oxford Coma in Erscheinung.
Seit 2008 bringt er sich auf den Seiten des Webzines Metalsucks als Kolumnist unter dem Titel Blogornaut ein. Im Jahr 2014, nachdem er Jahre Gitarren reparierte und baute, gründete er die Firma Dunable Guitars, mit welcher die Tätigkeit professionalisierte. Seither fertigte er benutzerdefinierte Gitarren für Musiker von High on Fire, Khemmis, Spirit Adrift, Monolord, Primitive Man, Deafheaven sowie für Ensemblemusiker von Lady Gaga und Ozzy Osbourne. Für das 2019 veröffentlichte Tool-Album Fear Inoculum unterstützte er Adam Jones als dessen Gitarrentechniker.

## Diskografie (Auswahl)
Mit Anubis Rising
- 1999: Demo 99
- 2001: Opening of the Mouth
- 2002: Scales of Truth
- 2002: Uphill Battle / Anubis Rising
- 2005: Funerary Preamble

Mit Bereft
Mit Future Usses
- 2018: The Existential Haunting

Mit Graviton
- 2011: Massless

Mit Intronaut